# Bois-du-Luc
 (janvier 2023).
Si vous disposez d'ouvrages ou d'articles de référence ou si vous connaissez des sites web de qualité traitant du thème abordé ici, merci de compléter l'article en donnant les références utiles à sa vérifiabilité et en les liant à la section « Notes et références ».
Bois-du-Luc est l'un des plus anciens charbonnages de Belgique se situant à Houdeng-Aimeries, actuelle commune de La Louvière, et dont l'activité a cessé en 1973. La cité ouvrière a été construite entre 1838 et 1853. Le site a fait l'objet d'une réhabilitation et d'une mise en valeur culturelle.
Le site est inscrit au patrimoine mondial de l'UNESCO en 2012 lors de la 36e session du Comité du patrimoine mondial avec trois autres charbonnages de Wallonie comme sites miniers majeurs de Wallonie.

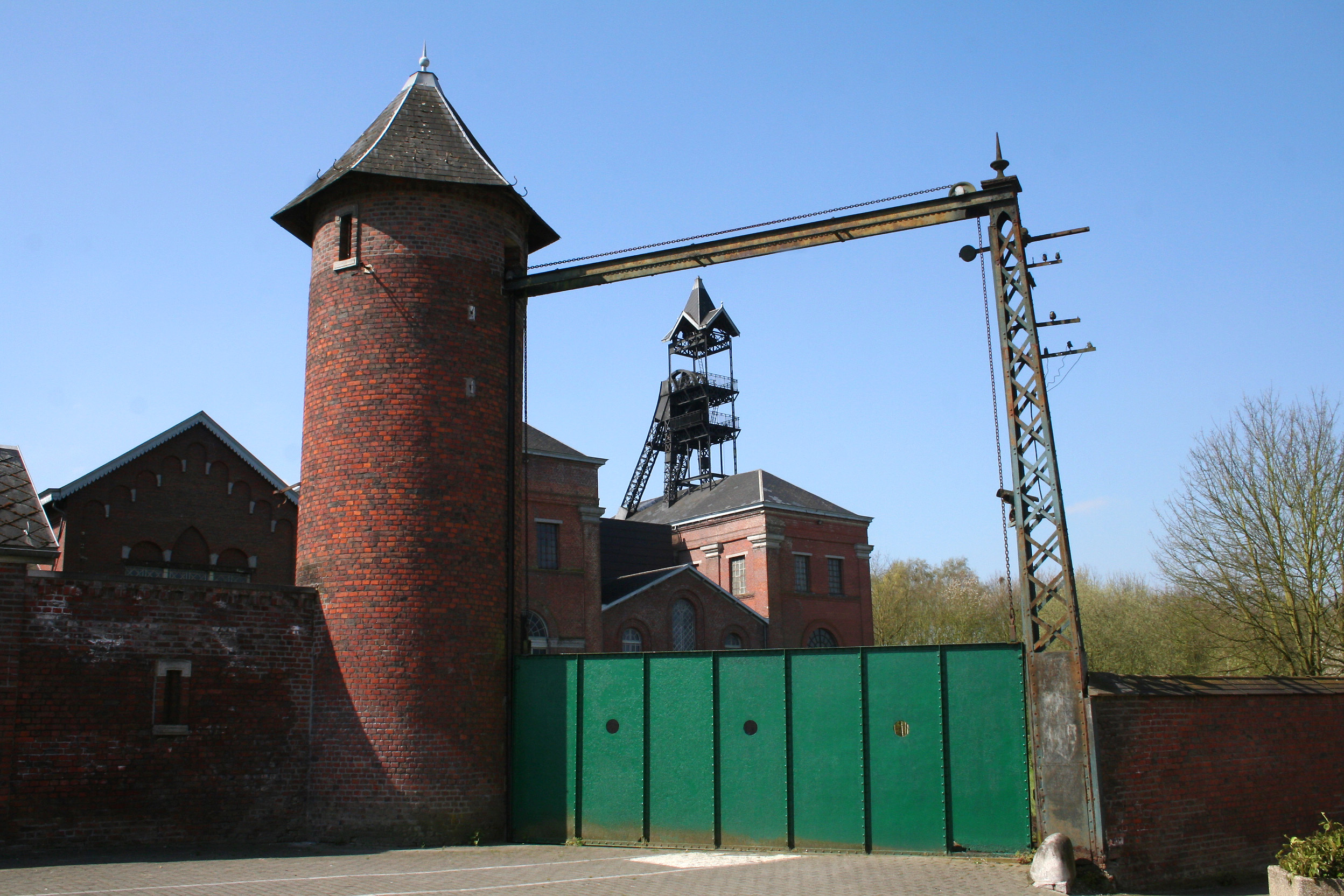
Le châssis à molettes du "Bois-du-Luc"

## Site minier du Bois-du-Luc, lieu d’implantation
Classé Patrimoine exceptionnel de Wallonie, le site minier du Bois-du-Luc, est implanté au cœur du bassin du Centre dans la Province de Hainaut. Entre Mons et Charleroi, ce bassin ponctue le centre du sillon charbonnier qui court du Borinage à la Basse Sambre. La Louvière est considérée comme le centre de cette région. Surgie du néant en 1869, La Louvière est une de ces villes-champignons, qui ont proliféré sous l’impulsion de l’industrialisation. La fusion de plusieurs facteurs, dont la prédominance du charbon, le développement de voies de communication (chaussées, chemin de fer, canal du Centre), l’alliance avec le capital, la consolidation des mutations technologiques de la Révolution industrielle et l’essor démographique, conduit le bassin du Centre vers un intense rayonnement industriel qui s’amorce dans la première moitié du XIXe siècle pour s’étioler dans la seconde moitié du XXe siècle. Une concentration d’entreprises assure à ce bassin un développement hétérogène. Verreries, faïenceries, entreprises de construction métallique et mécanique, industries alimentaires et vestimentaires entre autres s’installent autour des charbonnages.

## Historique de l'exploitation

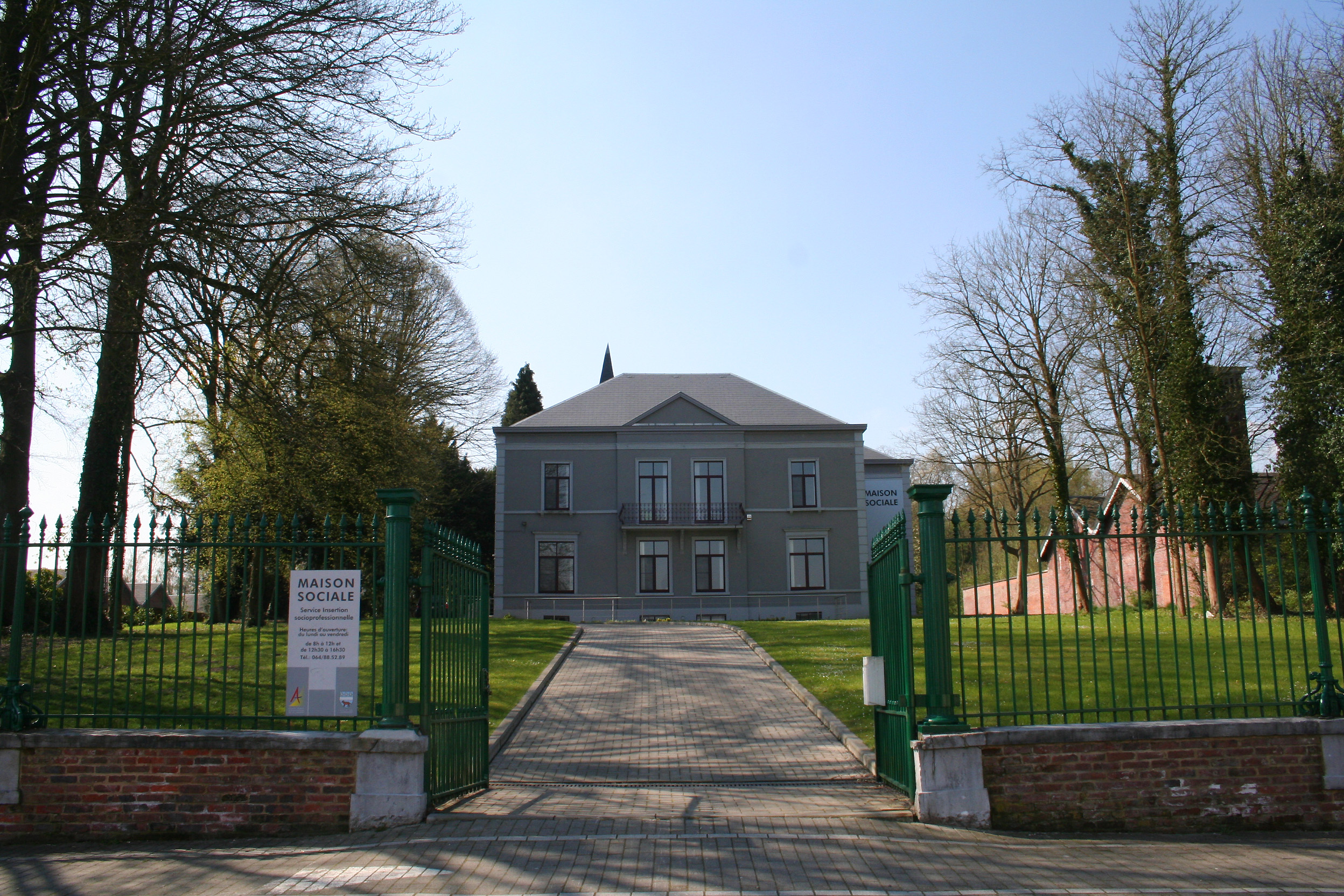
La maison du gérant.

Sur les deux rives du Thiriau du Luc, Bois-du-Luc couvre l’ensemble des réalisations techniques et sociales de l’une des plus anciennes Mines de charbon de Belgique. Née le 14 février 1685 pour résoudre des problèmes d’exhaure liés à l’approfondissement des travaux d’extraction, la Société du Grand Conduit et du Charbonnage de Houdeng constitue un des exemples les plus lointains de structure capitaliste qui réunit des mineurs pour résoudre des problèmes techniques, des bourgeois pour soutenir financièrement les premiers et le seigneur des lieux qui concède dans un premier temps l'exploitation du sous-sol pour une durée correspondant à la durée de vie économique du conduit d'exhaure à placer. La Société du Bois-du-Luc condense à elle seule l’épopée charbonnière qui sillonne le bassin du Centre. En 1973, la fermeture de son siège du Quesnoy (Trivières) scelle définitivement la fin de l’extraction du charbon dans la région.
L’utilisation de conduits en bois à une trentaine de mètres de profondeur permet à la Société de multiplier les fosses (Sainte-Barbe, Estrefagne, d’En Bas, du Petit Bois…) pour répondre à la demande croissante de charbon. La Société équipe en 1779 la fosse du Bois d’une machine à feu pour en évacuer l'eau. Cette machine mise au point par l’anglais Thomas Newcomen et actionnée par la vapeur, pompe l’eau depuis une profondeur de 112 mètres.
L’introduction de cette machine inaugure la voie empruntée par la Société du Bois-du-Luc vers une modernisation constante de ses équipements : machine de Watt, cages d’ascenseurs, marteaux pics, électricité…
Au début du XIXe siècle, la Société crée de nouveaux sièges sur le territoire et rachète diverses exploitations concurrentes. Le travail était effectué par des milliers de mineurs wallons et flamands. Les Flamands ont représenté jusqu'à 25% des effectifs, c'était le charbonnage du Centre qui en occupait le plus. Ils venaient principalement du Brabant et de Flandre-Occidentale et travaillaient principalement au fonds et de nuit. Ils arrivaient en train à la gare de Houdeng et se rendaient au siège de la société avec un tram de la société. Ce tram était surnommé le "Tram des Flamands".
En 1830, débute la construction d'un chemin de fer à traction chevaline, d'abord destiné à relier entre-elles les différentes fosses. En 1831, l'ingénieur des ponts et chaussées De Ridder remit un projet de chemin de fer (à traction chevaline) pour relier les charbonnages de l'est au canal de Mons. En 1842, le charbonnage du Bois-du-Luc acheta sa première locomotive à vapeur. La plupart des locomotives furent construites par les Forges Usines et fonderies de Haine-Saint-Pierre (15 locomotives). Haine-Saint-Pierre équipa également le Bois-du-Luc en machines fixes et équipements divers et assura les grandes réparations de ses locomotives. Les usines et mines de houilles du Grand-Hornu construisirent également quelques locomotives pour le Bois-du-Luc.
En 1846, la Société ouvre la fosse Saint-Emmanuel sur la rive gauche du Thiriau. Cette fosse est l’une des plus prospères et représente un des témoignages les plus accomplis du paternalisme en Europe.
L’exploitation dura de 1686 à 1973. La société a été mise en liquidation en 1974. Parmi les actionnaires au moment de la mise en liquidation, figuraient encore des descendants des fondateurs comparchonniers et bourgeois de 1685, ainsi que des descendants de Nicolas-François de Biseau qui avait racheté les parts du seigneur de Houdeng en 1740. Des descendants de Nicolas-François de Biseau sont restés présents dans les organes de gestion de la société jusqu'à la fin de la liquidation.

## La Cité ouvrière, les équipements et le paternalisme
Pour assurer une professionnalisation de la main-d’œuvre et pour l’attacher au charbonnage, la Direction fusionne les lieux de production et les lieux de vie. Elle entreprend en 1838 la construction d’une cité pour attirer par l’appât du logement une main-d’œuvre devenue indispensable avec l’ouverture prometteuse du puits Saint-Emmanuel. La cité reprend l’idée du complexe urbanistique au service de l’industrie fondé par Henri-Joseph Degorge au Grand-Hornu. Des conceptions utopistes (amélioration de la condition ouvrière, communautarisme) et utilitaires (rendement et surveillance) s’allient dans les manœuvres des capitaines de l’industrie qui regorgent d’inventivité dans la gestion des ressources humaines. Des complexes similaires s’érigent dans les bassins industriels européens (Familistère de Godin à Guise, chocolaterie de Menier à Noisiel, filatures d’Owen à New Lanark…) ou parfois, ne dépassent pas les frontières de l’imaginaire de quelques utopistes (Morris, Charles Fourier, certaines parties du projet de Claude-Nicolas Ledoux…).

### Les équipements du site

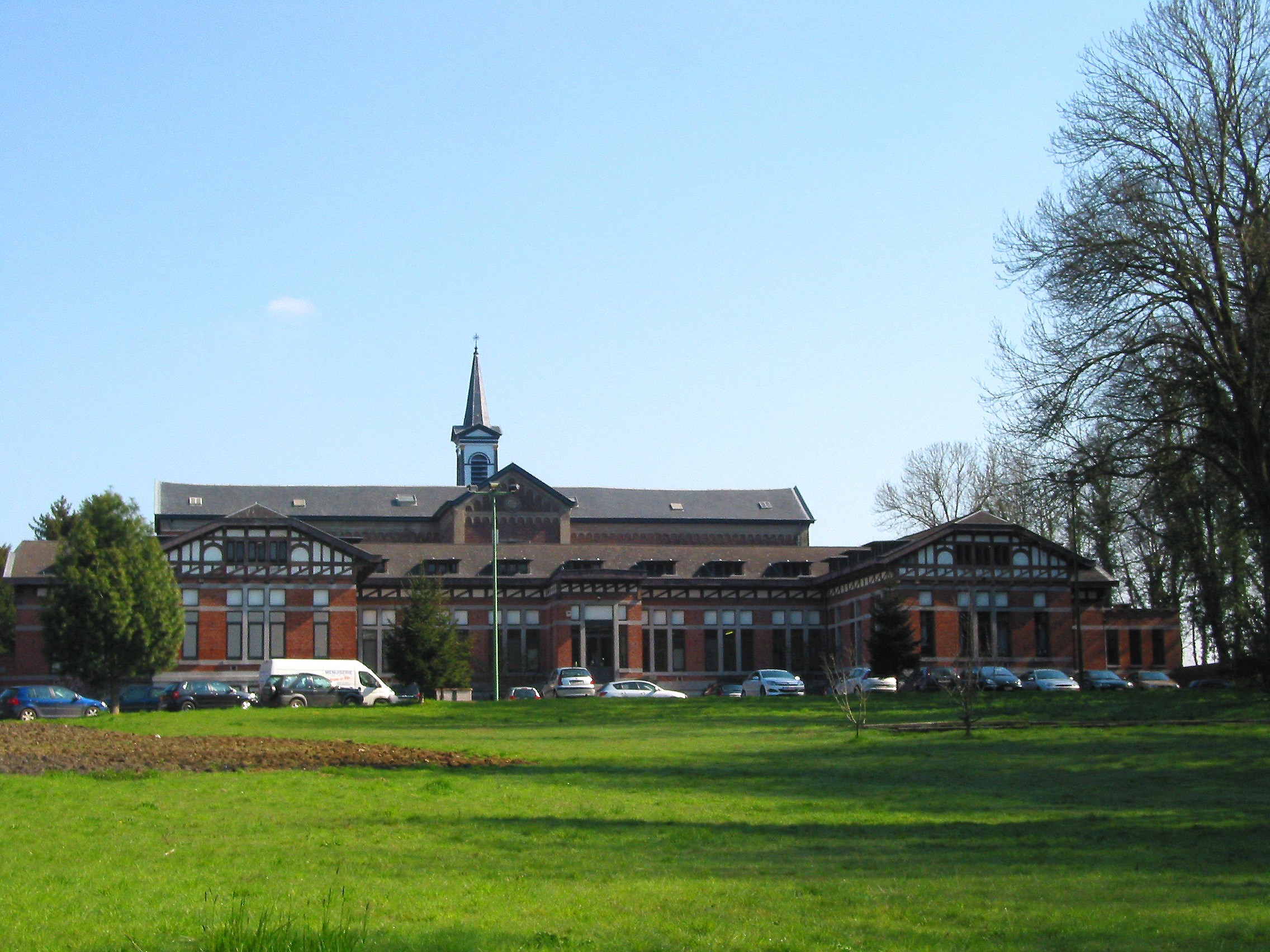
L'hôpital.

L’ensemble social comprend des logements de toutes les catégories professionnelles (du mineur au directeur), des infrastructures religieuses, sanitaires, éducatives et culturelles. Il dialogue avec les lieux du travail de surface (bureau du directeur et des employés et ateliers) et du travail de fond cantonné à la fosse Saint-Emmanuel. Celle-ci comprend dès 1846 les puits d’extraction (558 mètres de profondeur) et d’exhaure où se loge à partir de 1921 les bains-douches des femmes. Entre ces deux puits est construit, au début du XXe, un bâtiment qui abrite la salle des porions, la lampisterie et les bains-douches des hommes. La salle du ventilateur et la sous-station électrique (1920) équipent complètement la fosse. Le triage lavoir et les fours à coke ont été détruits. Plusieurs terrils ceinturent le site et toisent l’élégant châssis à molettes (1913) intégré dans le puits d’extraction.

### La cité ouvrière
La cité ouvrière, aussi connue sous le nom de Carré du Bois-du-Luc, est composée de 162 maisons ouvrières construites entre 1838 et 1853. Le coron affecte la forme d’un trapèze divisé en quatre parties par deux axes perpendiculaires. À l’intérieur de chaque bloc, l’espace laissé libre est divisé en jardins. La brique et la pierre (couronnements des pilastres, impostes et appuis de fenêtres) sont les principaux matériaux.
Les quatre points cardinaux désignent les rues et évoquent directement le travail minier (galeries). Ce type d’urbanisme permet de construire un maximum de logements dans un espace limité et aussi, d’exercer une surveillance permanente sur ceux-ci. Cette surveillance est renforcée par la présence de la maison du directeur (1844) qui est partiellement intégrée à la cité via l’axe nord-sud. Pour soigner la vue du directeur sur ses installations, on décide d’embellir la rue du Midi. Des pilastres qui isolent chaque maison, deux allées d’arbres et une largeur doublée signalent l’importance du directeur. La transition de la rue du Midi à la rue du Nord s’effectue par les façades de l’épicerie et du café.

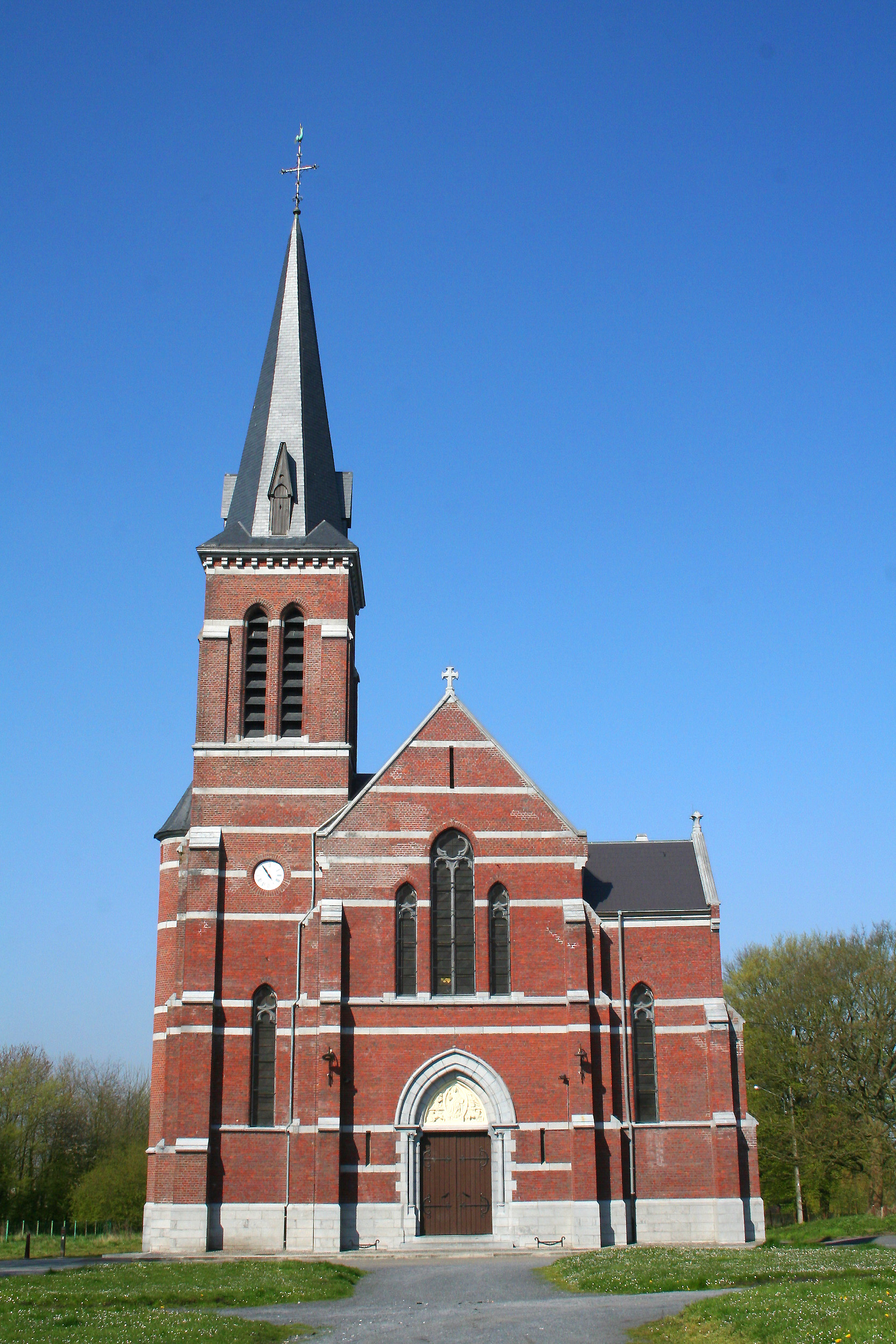
L'église Sainte-Barbe.

### Les équipements sociaux
La Direction équipe la cité de services qui assurent à la fois le bien-être et la docilité des ouvriers. Les ouvriers se nourrissent (épicerie, moulin brasserie, boucherie), se délassent (café, somptueuse salle des fêtes en 1923, parc et kiosque en 1900), se soignent (hospice en 1861, hôpital en 1909), s’éduquent (écoles et bibliothèques entre 1849 et 1921) et prient (église Sainte Barbe en 1905) dans une cité isolée du tissu urbain et de ses influences « délétères » (syndicats, recrutement…).
Un arsenal de loisirs (fanfare, balle pelote, gymnastique, football, ligue horticole…) et de services (première cité à recevoir l’éclairage électrique en Belgique, distribution de l’eau, mutualité Sainte Barbe, caisse d’épargne en 1869…) complètent l’œuvre urbanistique.

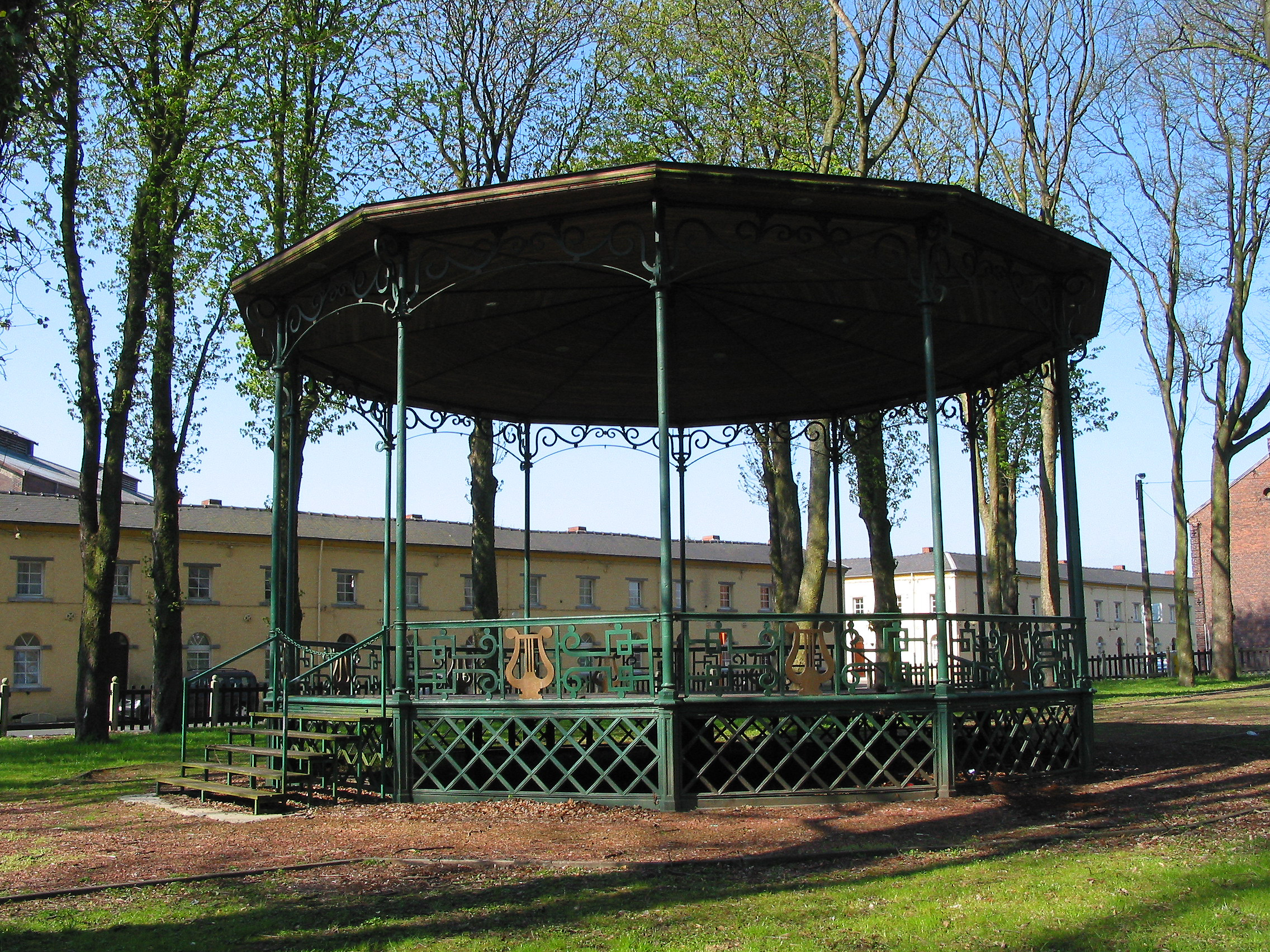
Le kiosque.

L’autosuffisance oriente le mode de vie de la cité et aussi le mode d’organisation du travail : les ateliers (de mécanique, menuiserie, fonderie et divers petits artisanats) répartis autour d’une cour fabriquent et réparent l’outillage nécessaire à l’exploitation minière ainsi que le mobilier des habitations.
Des portes à guillotines (1896) assurent une fermeture rapide et hermétique des espaces du travail : fosse Saint-Emmanuel, bureaux et ateliers. L'installation de ces portes fait suite aux mouvements sociaux de 1893, notamment lorsque les ouvriers du Bois-du-Luc se joignent à la grève générale visant à obtenir le suffrage universel.

## Architecture des bâtiments
La cité, les deux puits et les ateliers s’expriment dans le style néo-classique. Les volumes sont simples : cercles, triangles et carrés (baies en plein cintre, frontons triangulaires…). La symétrie crée une ordonnance et une homogénéité, translation dans l’espace de la fusion du travail avec la vie privée. Le néo classicisme, qui naît vers 1750 en opposition à l’exubérance du rococo et du baroque tardif, satisfait les exigences des industriels qui veulent construire des bâtiments fonctionnels, solides et simples. La première machine d'extraction à deux cylindres (1842) est insérée dans un triple portique en fonte cannelée dont le traitement esthétique est semblable à celui de la cité. L’attachement à la tradition rurale est tenace : les ateliers se répartissent autour d’une cour sur le modèle d’une bâtisse agricole.
L’appareillage est modeste et s’autorise à créer de subtils effets esthétiques pour desservir une symbolique notamment dans la rue du Midi avec les pilastres en saillie qui ponctuent la perspective d’autorité du centre de la cité à la maison du directeur.
L’église, l’hospice, l’hôpital (conçu par l'architecte Nicolas Pourbaix), la sous-station électrique et les portes à guillotines optent pour un style éclectique, plus ou moins attiré par l’esthétique médiévale (architecture défensive), qui utilise aussi les ressources de l’industrialisation (colonnes en fonte, sheds, fac-similés des matériaux etc.). Les références à un style du passé (antiquité gréco romaine et Moyen Âge) répondent à des exigences fonctionnelles ainsi qu’à des désirs d’une représentation sobre et ponctuelle. On est loin du triomphalisme qu’exaltent les Salines de Chaux conçues par Claude Nicolas Ledoux en 1773. À Bois-du-Luc, l’expression architecturale, plus conventionnelle, hérite de la rupture entre la science et la technique et les arts : l’auteur présumé des corons et des deux puits, Victorien Bourg, est un ingénieur qui se préoccupe avant tout de l’utilisation rationnelle de l’espace et les hommes.

## Restauration et valorisation du site: l'écomusée

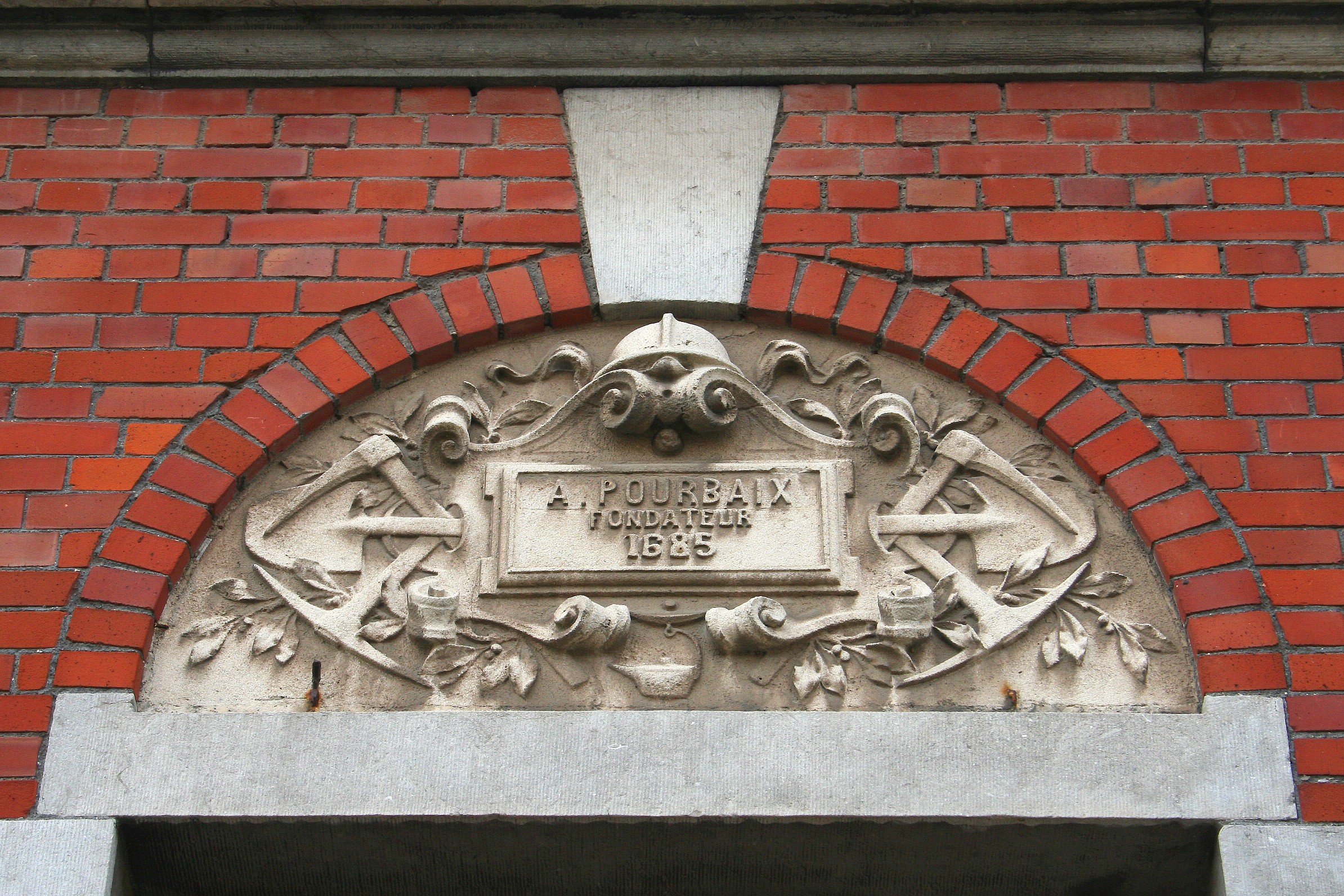
Pierre sculptée avec un cartouche au nom d'Auger Pourbaix et millésime 1685.

En 1973, la Société du Bois-du-Luc s’arrête après 300 ans d'activité. La fosse Saint-Emmanuel avait été fermée en 1959 sur décision de la Communauté Européenne du Charbon et de l’Acier (CECA). Les habitants obtiennent le rachat des Corons par la Région wallonne et leur restauration par l’Institut National du Logement. La partie industrielle en ruines frôle l’oubli.
Grâce aux efforts de sensibilisation menés par l’abbé Robert Pourbaix (descendant de deux « comparchonniers » cosignataires du contrat de constitution de la mine signé le 14 février 1685), l’initiateur du Groupe d’animation culturelle ayant fondé le musée de la mine, et au Cercle hennuyer d’Histoire et d’Archéologie industrielles (CHAI), cette partie est rachetée par l’État en 1979 et est ensuite restaurée. Le site devient le premier écomusée belge, implanté dans les bureaux du charbonnage. Il est destiné à assurer la valorisation du site minier et plus largement, de la mémoire industrielle avec la participation de la population locale. La collecte des témoignages matériels et oraux alimente des expositions temporaires qui mettent en exergue les entreprises qui furent les fers de lance de la Wallonie ainsi que les relations entre l’art et la mine (cycle Extraire).
L'écomusée devient le site du Bois-du-Luc, musée de la mine et du développement durable en 2016, et ses activités se concentrent sur la valorisation du patrimoine, de l'histoire minière et de l'écologie.

## Accès en transports en commun
Le site est desservi par le bus 37 (gare de La Louvière-Sud - Houdeng), arrêt TRIVIERES Bois du Luc.